# Кастро, Мариэла
Мариэла Кастро Эспин (исп. Mariela Castro Espín; род. 27 июля 1962 года в Гаване, Куба) — директор Кубинского национального центра сексуального образования (CENESEX) в Гаване, действительный член Всемирной ассоциации сексуального здоровья (WAS) и активист ЛГБТ-движения Кубы.
Депутат Национальной ассамблеи народной власти Кубы.

## Биография

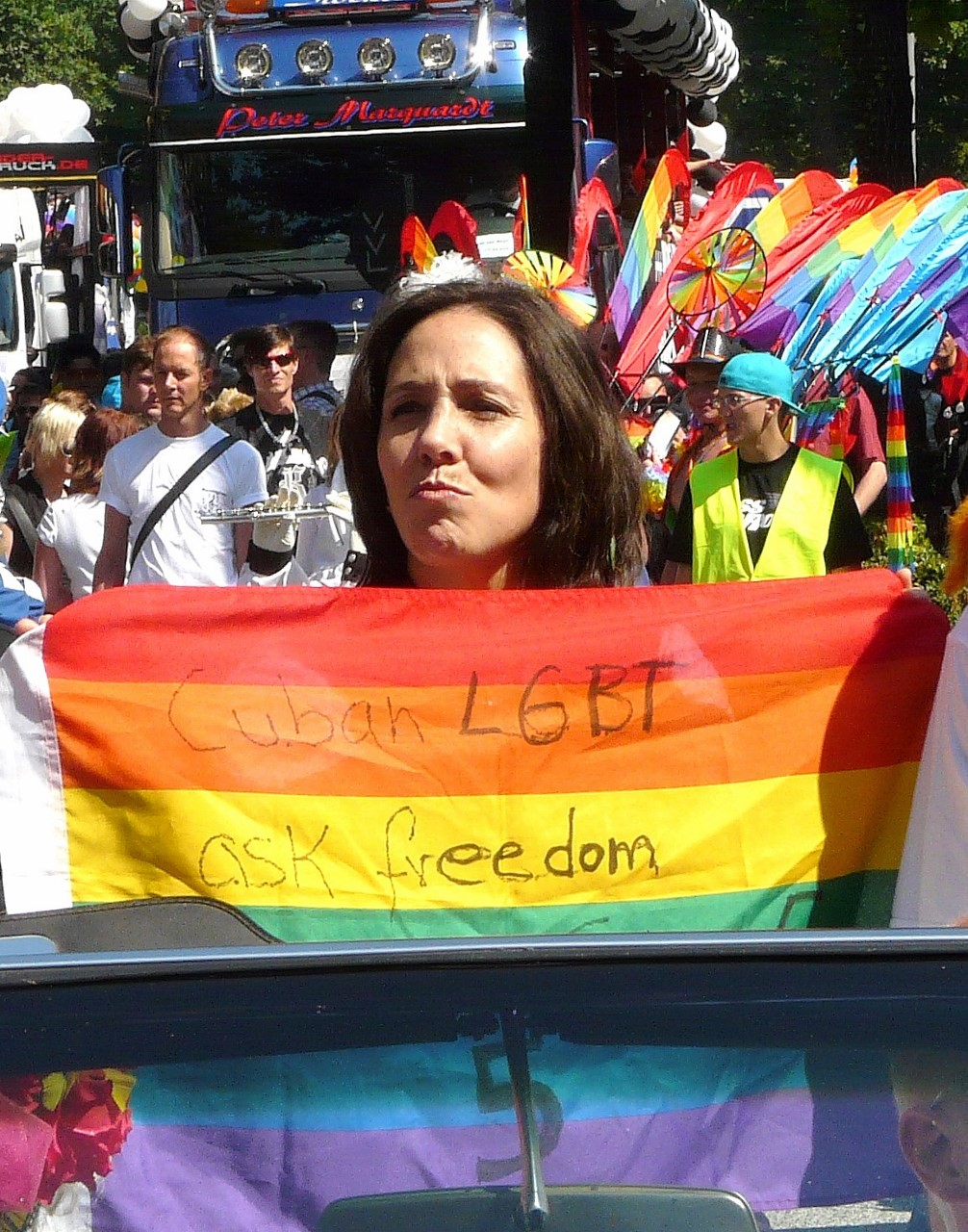
Мариэла Кастро на гей-параде в Гамбурге

Дочь бывшего кубинского лидера Рауля Кастро и Вильмы Эспин, племянница Фиделя Кастро.
Мариэла известна своей деятельностью по противостоянию эпидемии ВИЧ-инфекции, развитию системы сексуального образования и здоровья населения, по борьбе за права ЛГБТ-сообщества. По инициативе возглавляемого Кастро Кубинского национального центра сексуального образования в марте 2008 года на рассмотрение в Национальную ассамблею Кубы поступил законопроект о правах ЛГБТ. Законопроект предусматривает признание однополых браков и бесплатные операции по смене пола с изменением записей в личных документах. По словам Мариэлы Кастро, кубинское общество и власти становятся более терпимыми к геям. Кастро отметила, что её отец, Рауль Кастро, поддерживает эти начинания.
Мариэла Кастро выпустила 13 школьных статей и девять книг. Под её руководством издаётся журнал Sexología y Sociedad.
По словам прежнего наперсника семьи Кастро Норберто Фуэнтеса, Мариэлу считают «мятежником» в семье. Она одобрила перестройку в 1980-х. Сейчас Мариэла замужем за итальянцем, имеет от него двух детей, а также сына от предыдущего брака с чилийцем (участником боевого Патриотического фронта имени Мануэля Родригеса).